# Enrique Benamo
Enrique Benamo (Bahía Blanca, 27 de julio de 1957) es un piloto de automovilismo argentino.

## Trayectoria
Comenzó a competir en la Mecánica Argentina Fórmula 4 en 1975 y consiguió su primer triunfo en 1977 en el Autódromo de Buenos Aires. Participó en 22 carreras en esa categoría, con tres triunfos y seis podios. Pasó a la Mecánica Argentina Fórmula 2, siendo subcampeón al año siguiente.
Fue a Europa a participar en la Fórmula 3 Británica (por dos años) y en la Fórmula 3 Europea, después de que la Guerra de Malvinas debilitara la relación entre ingleses y argentinos. Tuvo muchos problemas presupuestarios y eso hizo que terminara su carrera deportiva en Europa. Sus mejores resultados allí fueron dos terceros lugares en el circuito de Snetterton (F3 Británica) y Kassel-Calden (F3 Europea). Durante esos años tuvo de compañeros a Víctor Rosso, Enrique Mansilla, Oscar Larrauri, Ayrton Senna y Martin Brundle, Estos últimos tuvieron éxito en la F1.

### Vuelta al país
Volvió a Argentina en 1984 para competir en la Fórmula 2 Sudamericana, consiguiendo en 1987 un triunfo en San Jorge en la Fórmula 3 Sudamericana. Se retiró de las competiciones en 1993, mientras corría en la categoría Supercart junto a Marcos Di Palma.
Actualmente Enrique mantiene un bajo perfil, y sufrió la pérdida de su ex mujer y madre de sus hijos en un accidente automovilístico. Vive en Bahía Blanca, siempre relacionado con el ambiente del TC2000, tiene una agencia de conducción vehicular y lleva adelante el programa Manejo para la Vida que busca concientizar y educar para prevenir accidentes viales. Muchos creen que él opina en diversos foros de la especialidad bajo el seudónimo de Repco Von Brabham, pero Benamo lo ha desmentido en varias ocasiones.

## Legado
Su Hijo Lucas Benamo, heredó la pasión por el automovilismo, a tal punto de haberse consagrado campeón 2005 de la Fórmula Renault Argentina, categoría donde en la actualidad es su director y corre en la TRV6 Series.